# Mereth
Mereth (plural, merith) es una palabra procedente del sindarin, una de las lenguas de los elfos creadas por J. R. R. Tolkien, que significa fiesta. Esta palabra se utiliza para denominar de manera genérica cada uno de los encuentros o eventos que organizan las delegaciones locales (Smiales) de la Sociedad Tolkien Española cuando no se trata de unas Jornadas o de la EstelCon.
Durante una mereth es habitual que se desarrollen talleres de todo tipo,  representaciones, conferencias, juegos de rol, miniaturismo y un buen número de actividades, todas ellas relacionadas con el fin de la difusión del conocimiento de la vida y la obra de J. R. R. Tolkien. Hay dos cosas que no suelen faltar en estos encuentros. Una es la cena de gala, en la que se invita a los comensales a asistir ataviados al uso de la tierra media y donde no faltan las canciones enanas, los brindis y los mathoms. Otra es la lectura de cuentos, momento en que los asistentes a la mereth leen en voz alta o recrean fragmentos cortos de las obras de J. R. R. Tolkien o de otros autores relacionados con la fantasía, incluidos poemas y cuentos escritos por los propios invitados.
La duración habitual de una mereth suele rondar los tres días, empezando un viernes y terminando un domingo. Es frecuente que se les dé una temática general como hilo conductor, normalmente relacionada con el Smial anfitrión. Algunas de las que tienen más solera son, por orden alfabético:
- Año Nuevo Gondoriano que organiza la delegación de la STE en Granada.
- Mereth Bizar Barazimbaru en Zaragoza.
- Mereth Dracon en Madrid.
- Mereth-e-Daur en Vizcaya.
- Mereth Erukyermë en Madrid.
- Mereth Ithiledhellondë (Fiesta de la Luna de Edhellond) en Valencia.
- Mereth de las Máscaras que solía organizar la delegación de Logroño.